# Pontificia Comisión para América Latina
La Pontificia Comisión para América Latina es un órgano de la Curia Romana fundado el 21 de abril de 1958 por el papa Pío XII, se ha encargado de asistir y examinar los asuntos relacionados con la Iglesia Católica en América Latina. La Comisión opera bajo los auspicios del Dicasterio para los Obispos y durante la mayor parte de su historia el prefecto de ese organismo ha sido presidente de la Comisión.
El arzobispo Robert Prevost, O.S.A. era presidente de la Comisión desde 2023 hasta su elección como sumo pontífice bajo el nombre de León XIV, el 8 de mayo de 2025. Hay dos secretarios, ambos laicos: Rodrigo Guerra López y Emilce Cuda, nombrados en julio de 2021 y febrero de 2022, respectivamente. Cuando fue nombrado, Guerra era el único laico con rango de secretario en la Curia; el único laico con rango superior era Paolo Ruffini, prefecto del Dicasterio para las Comunicaciones. Cuda se convirtió en una de las pocas mujeres en altos cargos en la Curia.

## Historia
El Papa Pío XII estableció la Comisión como un organismo independiente dentro de la Curia Romana el 19 de abril de 1958.  El impulso inicial fue crear un mecanismo para la Iglesia en Canadá, Estados Unidos y Europa para abordar la escasez crítica de sacerdotes en América Latina.  El Papa Pablo VI marcó el quinto aniversario de la Comisión con una carta al presidente de la Comisión, el cardenal Carlo Confalonieri, el 9 de julio de 1963, una exhortación que aconsejaba una colaboración continua que también expresaba su preocupación por los sacerdotes comprometidos en la acción social.  El Papa Pablo VI hizo la Comisión parte de la Congregación para los Obispos el 30 de noviembre de 1963.  El Papa también creó bajo la Comisión un Consejo General de la Comisión Pontificia para América Latina, integrado por prelados representantes de la Conferencia Episcopal de América Latina (CELAM) y varios países europeos.  Este organismo iba a nombrar al presidente de la Comisión y representó un intento de Roma de afirmar el control sobre el CELAM, especialmente su segunda conferencia general en 1968 en Medellín.  En palabras de un historiador, la Comisión era “un contrapeso al CELAM, cercenando sus posibilidades.
El Papa Juan Pablo II la reorganizó el 18 de junio de 1988.  Especificó que los miembros de la Comisión, todos designados por el Papa, serían los secretarios de los departamentos de la Curia especialmente interesados junto con dos obispos representantes del CELAM y tres prelados diocesanos de América Latina, y detalló un grupo más grande reunirse anualmente para considerar cuestiones más importantes.  Su constitución apostólica Pastor Bonus, promulgada el 28 de junio de 1988, decía que "La Comisión Pontificia para América Latina tiene como función estar disponible a las Iglesias particulares de América Latina, con el consejo y con la acción, interesándose vivamente por las cuestiones que afectan a la vida y progreso de esas Iglesias; y especialmente para ayudar a las Iglesias mismas en la solución de esas cuestiones, o para ayudar a aquellos dicasterios de la Curia que están involucrados en razón de su competencia". No especificó el número de miembros. Preveía que un obispo sirviera como vicepresidente.
Desde el 5 de junio de 2022, según la constitución apostólica Praedicate evangelium, "establecida dentro del Dicasterio [para los Obispos] está la Comisión Pontificia para América Latina, que se encarga de estudiar las cuestiones relativas a la vida y al crecimiento de aquellas Iglesias particulares como medio para ayudar los dicasterios que se ocupan de ellos en razón de su competencia, y ayudar a esas Iglesias con consejos y recursos económicos”. No hizo provisión para un vicepresidente.

## Objetivos
Está Comisión también es responsable de impulsar las relaciones entre las diferentes instituciones encabezadas por la Iglesia de Roma y que tienen su misión en América Latina, y entre los distintos departamentos de la Curia Romana.

## Líderes
Secretarios:  Emilce Cuda, Rodrigo Guerra López
Presidentes
El cargo no fue ocupado consistentemente por el prefecto de la Congregación para los Obispos hasta 1969.
- Marcello Mimmi (1958 - 6 de marzo de 1961)

Mimmi fue a la vez secretaria de la Sagrada Congregación Consistorial, predecesora del Dicasterio para los Obispos, y presidenta de esta Comisión.
- Carlo Confalonieri (14 de marzo de 1961 - 15 de agosto de 1967)

Mientras presidente de la Comisión, Confalonieri fue secretario de la Sagrada Congregación Consistorial hasta 1965, luego como pro-prefecto del mismo cuerpo bajo su nuevo nombre, la Congregación para los Obispos, pero finalizando cuando se convirtió en cardenal y prefecto de esa congregación.
- Antonio Samoré (25 de septiembre de 1967-1969)

Samoré era secretario de la Congregación para Asuntos Eclesiásticos Extraordinarios y vicepresidente de esta Comisión, este último sin predecesor ni sucesor, cuando asumió la presidencia; fue hecho cardenal y prefecto de la Congregación para los Sacramentos mientras continuaba por un tiempo como presidente de esta Comisión.
- Carlo Confalonieri (1969 - 25 de febrero de 1973)

Confalonieri fue nuevamente presidente mientras era prefecto de la Congregación para los Obispos, la misma combinación de funciones que desempeñaron todos sus sucesores.
- Sebastiano Baggio (26 de febrero de 1973 - 8 de abril de 1984)
- Bernardin Gantin (8 de abril de 1984 - 25 de junio de 1998)
- Lucas Moreira Neves, O.P. (25 de junio de 1998[ - 16 de septiembre de 2000)
- Giovanni Battista Re (16 de septiembre de 2000 - 30 de junio de 2010)
- Marc Ouellet (30 de junio de 2010 - 30 de enero de 2023)
- Robert Francis Prevost, O.S.A. (30 de enero de 2023 - 8 de mayo de 2025)

Vicepresidentes
El Papa Juan Pablo II estableció el cargo de vicepresidente en 1988 y especificó que lo desempeñara un obispo.  Al quedar vacante el cargo de vicepresidente el 13 de mayo de 2011, Guzmán Carriquiry, un laico, fue nombrado secretario al día siguiente y quedó vacante el cargo de vicepresidente.  El 2 de mayo de 2014, el Papa Francisco nombró a Carriquiry "secretario encargado de la vicepresidencia". Carriquiry dejó la Comisión el 29 de abril de 2019.  Tras el nombramiento de un nuevo secretario en julio de 2021, el cargo de vicepresidente no se mencionó y el cargo no se incluyó en la reorganización de la Curia del Papa Francisco en 2022.
- Cipriano Calderón Polo (26 de noviembre de 1988 - 4 de octubre de 2003)
- Luis Robles Díaz (4 de octubre de 2003 - 7 de abril de 2007)
- José Ruiz Arenas (31 de mayo de 2007 - 13 de mayo de 2011)